# Victor Țopa
Victor Țopa (n. 1 februarie 1967, Șendreni, Nisporeni) este un om de afaceri și politician din Republica Moldova, care în perioada 19 aprilie 2001 - 12 decembrie 2001 a deținut funcția de Ministru al Transporturilor și Comunicațiilor al Republicii Moldova în Guvernul Tarlev–1. Înainte de a deveni ministru, a fost director al Administrației de Stat a Aviației Civile (ASAC) din Moldova.

## Biografie
Victor Țopa s-a născut pe 1 februarie 1967, în satul  Șendreni, Nisporeni. A învățat la școala medie din satul Vărzărești, pe care a absolvit-o in anul 1982. 
În anul 1986 a absolvit Colegiul Electromecanic din Chișinău, Republica Moldova la specialitatea Inginer Electric. 
În anul 1990 a absolvit Școala Superioară de Aviație Militară Kachin din Volgograd, Rusia la specialitatea pilot instructor.

## Cariera profesională
În perioada 1990–1992 a lucrat în calitate de pilot instructor la Scoala Superioară de Aviație Militară Kachin din Volgograd (Качинское высшее военное авиационное училище лётчиков), Rusia.
În perioada 1992–1993 a deținut funcția de șef al Secției Relații Internationale în cadrul Departamentului Aviației Civile din componența Ministerului Transportului al Republii Moldova.
În perioada 1993–1994 a deținut funcția de Director Comercial al Companiei Aeriene de Stat Air Moldova.
În perioada 1995–1998 a deținut funcția de Director General  al Companiei Aeriene Air Moldova International SA.
În perioada 1998–2001 a deținut funcția de Director General al Administrațieie de Stat a Aviației Civile. 
În 2001  a fost numit Ministru al Transportului al Republicii Moldova în Guvernul Tarlev-1. 
Începînd cu 2001 pînă în prezent este și investor în domeniul bancar, al aviației și asigurărilor.

## Activitatea în cadrul Administrației de Stat a Aviației Civile.
În perioada de activitate în cadrul Administrațieie de Stat a Aviației Civile, Victor Țopa a contribuit masiv la ajustarea Reglamentarilor Aeronautice Civile ale Republicii Moldova la standardele Aeronautice Europene și Internaționale.
La data de 30.04.1999 semnează Ordinul nr. 66  cu privire la aprobarea Regulamentului privind modul de autorizare a zborurilor internaționale neregulate, publicat în Monitorul Oficial al R.Moldova nr.42-44/144 din 20.04.2000.
La data de 11.11.1999 semnează Ordinul nr. 147/GEN  cu privire la aprobarea Reglementării aeronautice civile RAC-11 - Procedura generală de elaborare și emitere a reglementărilor aeronautice civile din Republica Moldova, publicat în Monitorul Oficial nr.49-50/142 din 03.05.2001. 
La data de 24.12.1999 aprobă ordinul nr. 158/GEN cu  privire la aprobarea Reglementării aeronautice civile RAC-ATSC - Certificarea organului pentru dirijarea traficului aerian, publicat în Monitorul Oficial al R.Moldova nr.49-50/143 din 03.05.2001. 
La data de  30.12.1999 aprobă ordinul  nr. 163/GEN  cu privire la aprobarea Reglementării aeronautice civile RAC-LS - Închirieri aeronave, publicat în Monitorul Oficial al R.Moldova nr.49-50/144 din 03.05.2001. 
La data de 19.01.2000 aprobă ordinul nr. 3/GEN cu privire la punerea în aplicare a reglementării aeronautice europene JAR-147 – Autorizarea instruirii personalului de întreținere (examinări),  ordinul nr. 4/GEN cu privire la aprobarea aplicării reglementării aeronautice europene JAR-21 – Proceduri de certificare pentru aeronave, produse și piese asociate,  ordinul nr. 5/GEN cu privire la punerea în aplicare a reglementării aeronautice 
europene JAR-66 – Autorizarea personalului de întreținere, ordinul nr. 7/GEN cu privire la punerea în aplicare a reglementărilor aeronautice europene JAR-FCL 1 – Autorizarea echipajelor de zbor (avioane), JAR-FCL 2 – 
Autorizarea echipajelor de zbor (elicoptere), JAR-FCL 3 – Autorizarea echipajelor de zbor (medical), publicate în Monitorul Oficial al R.Moldova nr.47-48/126 din 26.04.2001.
La data de 23.06.2000 aprobă ordinul nr. 28/GEN  cu privire la aprobarea Reglementării aeronautice civile RAC-MET - Asistența meteorologică a activităților aeronautice civile, publicat în Monitorul Oficial al R.Moldova nr.11-13/42 din 01.02.2001.
La data de 05.07.2000 aprobă ordinul nr. 31/GEN  cu privire la aprobarea Reglementării aeronautice civile RAC-APL1 - Autorizarea personalului aeronautic din aviația civilă (piloți de avion), publicat în  Monitorul Oficial al R.Moldova nr.11-13/43 din 01.02.2001.
La data de 03.10.2000 aprobă ordunul nr. 40/GEN cu privire la aprobarea Reglementării aeronautice civile RAC-AOC - Certificarea operatorilor aerieni, publicat în Monitorul Oficial al R.Moldova nr.11-13/43 din 01.02.2001.
La data de 31.10.2000 aprobă ordinul nr. 46/GEN  cu privire la punerea în aplicare a reglementărilor aeronautice europene JAR-OPS 1 – Commercial Air Transportation (Aeroplanes) și JAR-OPS 3 – Commercial Air Transportation (Helicopters), publicat în Monitorul Oficial al R.Moldova nr.25-26/76 din 01.03.2001.
La data de 01.02.2001 aprobă ordinul nr. 9/GEN  cu privire la punerea în aplicare a reglementării aeronautice europene JAR-25 – LARGE AEROPLANES, publicat în Monitorul Oficial al R.Moldova nr.25-26/77 din 01.03.2001.
La data de 01.02.2001 aprobă ordinul nr. 9/GEN  cu privire la punerea în aplicare a reglementării aeronautice europene JAR-25 – LARGE AEROPLANES, ordinul  nr. 10/GEN cu privire la punerea în aplicare a reglementărilor aeronautice europene JAR-APU – AUXILIARY POWER UNITS,  ordinul nr. 11/GEN  privire la punerea în aplicare a reglementărilor aeronautice europene JAR-E – ENGINES, ordinul nr. 12/GEN cu privire la punerea în aplicare a reglementării  aeronautice europene JAR-P – PROPELLERS, ordinul nr. 13/GEN  cu privire la punerea în aplicare a reglementării aeronautice europene JAR-145 – APPROVED MAINTENANCE ORGANISATIONS, publicate în Monitorul Oficial al R.Moldova nr.25-26/77 din 01.03.2001.
La data de 30.03.2001 aprobă ordinul nr. 26/GEN cu privire la aprobarea Reglementării aeronautice civile RAC-AOA - Autorizarea operatorilor aerieni, publicat în Monitorul Oficial al R.Moldova nr.47-48/130 din 26.04.2001.
La data de 18.04.2001 aprobă ordinul nr. 31/GEN  cu privire la punerea în aplicare a reglementării aeronautice europene JAR-22 – SAILPLANES AND POWERED SAILPLANES, ordinul  nr. 32/GEN cu privire la punerea în aplicare a reglementării aeronautice europene JAR-23 – NORMAL, UTILITY, AEROBATIC AND COMMUTER CATEGORY AEROPLANES, ordinul  nr. 33/GEN u privire la punerea în aplicare a reglementărilor aeronautice europene JAR-26 – ADDITIONAL AIRWORTHINESS REGUIREMENTS FOR OPERATIONS , ordinul  nr. 34/GEN cu privire la punerea în aplicare a reglementării aeronautice europene JAR-27 – SMALL ROTORCRAFT, ordinul  nr. 35/GEN cu privire la punerea în aplicare a reglementărilor aeronautice europene JAR-29 – LARGE ROTORCRAFT, ordinul  nr. 36/GEN u privire la punerea în aplicare a reglementării aeronautice europene JAR-36 – AIRCRAFT NOISE, ordinul  nr. 37/GEN cu privire la punerea în aplicare a reglementării aeronautice europene JAR-TSO – JOINT TECHNICAL STANDARD ORDERS , ordinul nr. 38/GEN cu privire la punerea în aplicare a reglementărilor aeronautice europene JAR-MMEL/MEL – MASTER MINIMUM EQUIPMENT LIST/ MINIMUM EQUIPMENT LIST , ordinul  nr. 39/GEN cu privire la punerea în aplicare a reglementării aeronautice europene JAR-AWO – ALL WEATHER OPERATIONS , ordinul  nr. 40/GEN cu privire la punerea în aplicare a reglementării aeronautice europene JAR-VLA – VERY LIGHT AEROPLANES, publicate în Monitorul Oficial 47-48/131, 47-48/132, 47-48/133, 47-48/134, 47-48/135, 47-48/136, 47-48/137, 47-48/138,47-48/139,47-48/140 din 26.04.2001.

## Diverse
Victor Țopa este proprietarul și finanțatorul holding-ului media Jurnal Trust Media.
În septembrie 2010, Victor Țopa, împreună cu un alt om de afaceri, Viorel Țopa, au adresat un memoriu mai multor instituții naționale și internaționale, de stat și publice (și anume: Parlamentul Republicii Moldova, Guvernul Republicii Moldova, Banca Națională a Moldovei, Procuratura Generală a Republicii Moldova, Serviciul de Informații și Securitate, Ministerul Afacerilor Interne, Comisia Națională a Pieței Financiare, Delegația Uniunii Europene în Republica Moldova, Fondul Monetar Internațional (Chișinău), Ambasada SUA în Moldova, Ambasada Regatului Unit al Marii Britanii în Moldova, Ambasada Germaniei, Ambasada Franței, Ambasada Suediei, Banca Europeană pentru Reconstrucție și Dezvoltare, Banca Mondială (Chișinău) și International Financial Corporation Chișinău), prin care îl acuzau de atacurile raider din iulie–august 2011 asupra a 4 bănci și a companiei ASITO – pe Vlad Plahotniuc. În scurt timp Victor și Viorel Țopa au aflat că pe numele lor sunt pornite dosare penale pentru niște pretinse fapte săvârșite cu  3 și respectiv 10 ani în urmă, dosare fabricate de Procurorul General de pe atunci Valeriu Zubco la comanda lui Plahotniuc.
La 19 octombrie 2011, cu o zi înainte de examinarea în Parlamentul Republicii Moldova a întrebării privind demisia Procurorului General Valeriu Zubco Victor Țopa a fost condamnat la 10 ani de închisoare pentru fapte de șantaj urmat de dobândirea bunurilor cerute în proportii deosebit de mari (acțiuni Victoriabank), în lipsa apărătorului ales al acestuia și în lipsa dosarului, fiind dat în urmărire generală, apoi și în căutare internațională via Interpol. Condamnarea lui Victor Țopa la 10 de pușcărie a fost considerată ilegală de către unul din cei trei judecători ai Curții de Apel Chișinău care au examinat dosarul în ordine de Apel: judecătorul Vasile Gurin a avut o opinie separată asupra cazului cu propunerea emiterii unei sentințe de achitare.
La data de 02 aprilie 2013 Comisia de Control a Fișierelor Interpol a șters din fâșierele sale infromația depre plașare în urmărire generală a lui Victor Țopa.
Deși în presă s-a vehiculat că Viorel Țopa, prim-vicepreședinte Mișcării Populare Antimafie, care în ianuarie 2012 a fost condamnat la 8 ani de închisoare după ce a fost găsit vinovat de prejudicierea Băncii de Economii cu 11 milioane de lei – ar fi frate sau verișor cu el, cei doi au negat că între ei ar fi vreo relație de rudenie, declarând că sunt doar parteneri de afaceri fără vreo relație de rudenie. După condamnarea lor, atât Victor cât și Viorel Țopa l-au acuzat Vlad Plahotniuc de fabricarea dosarelor, declarând că acestea reprezintă o răfuială politică pentru că la demasvcat pe Vladimir Plahotniuc, drept beneficiar al atacurilor raider din 2010.. Ulterior, cei doi s-au refugiat în Frankfurt, Germania.
În septembrie 2015 Ministerul Justiției al Republicii Moldova a trimis autorităților din Germania solicitare de extrădare a lui Victor și Viorel Țopa.
La data de 20 octombrie 2015 Ministerul Afacerilor Externe al Germaniei a respins printr-o notă verbală solicitarea de extrădare a lui Victor și Viorel Țopa pe motiv de posibile încălcări a politicilor publice in procesul de examinarea a doserelor în instanțele moldovenești.
Victor Țopa este originar din Șendreni, Nisporeni. Este fiul lui Ion (n. 21 aprilie 1936) și Ioana Țopa.